# Union der demokratischen und fortschrittlichen Patrioten
Die Union der demokratischen und fortschrittlichen Patrioten (französisch: Union des Patriotes Démocrates et Progressistes-Chamoua, Kürzel: UPDP-Chamoua) ist eine politische Partei in Niger.

## Geschichte
Die Union der demokratischen und fortschrittlichen Patrioten wurde von André Salifou als erste politische Partei Nigers nach der im November 1990 erfolgten Wiedereinführung des 1959 abgeschafften Mehrparteiensystems gegründet. Ihre Parteistatuten wurden am 11. Dezember 1990 zugelassen. Der Gründungskongress fand im Januar 1992 in Zinder statt.
Bei den Parlamentswahlen von 1993 gewann die UPDP-Chamoua 2 von 83 Sitzen. Der Parteivorsitzende Salifou durfte als früherer Parlamentspräsident bei den Präsidentschaftswahlen von 1993 nicht kandidieren. Für die UPDP-Chamoua trat Illa Kané an. Kané wurde mit einem Stimmenanteil von 2,55 % fünfter von acht Kandidaten. Bei den Parlamentswahlen von 1995 erhielt die Partei einen von 83 Sitzen. Die UPDP-Chamoua bildete gemeinsam mit den Großparteien MNSD-Nassara und PNDS-Tarayya in einem System der Cohabitation die parlamentarische Opposition zu Staatspräsident Mahamane Ousmane von der CDS-Rahama. Die nach dem Sturz von Staatspräsident Ousmane durch einen Militärputsch abgehaltenen Parlamentswahlen von 1996 wurden unter anderem von den Parteien CDS-Rahama, MNSD-Nassara und PNDS-Tarayya boykottiert, nicht jedoch von der UPDP-Chamoua, die mit vier von 83 Sitzen ihr bislang bestes Ergebnis erzielte.
Die neue Staatsführung wurde 1999 abgesetzt. Bei den darauffolgenden Präsidentschaftswahlen von 1999 trat André Salifou an und wurde mit einem Stimmenanteil von 2,08 % sechster von sieben Kandidaten. Bei den Parlamentswahlen von 1999 verfehlte die UPDP-Chamoua den Wiedereinzug und ist seitdem nicht mehr in der Nationalversammlung vertreten. Die Partei unterstützte bei den Präsidentschaftswahlen von 2011 den MNSD-Nassara-Kandidaten Seini Oumarou, der Mahamadou Issoufou vom PNDS-Tarayya unterlag.